# Stadtverwaltung Weimar

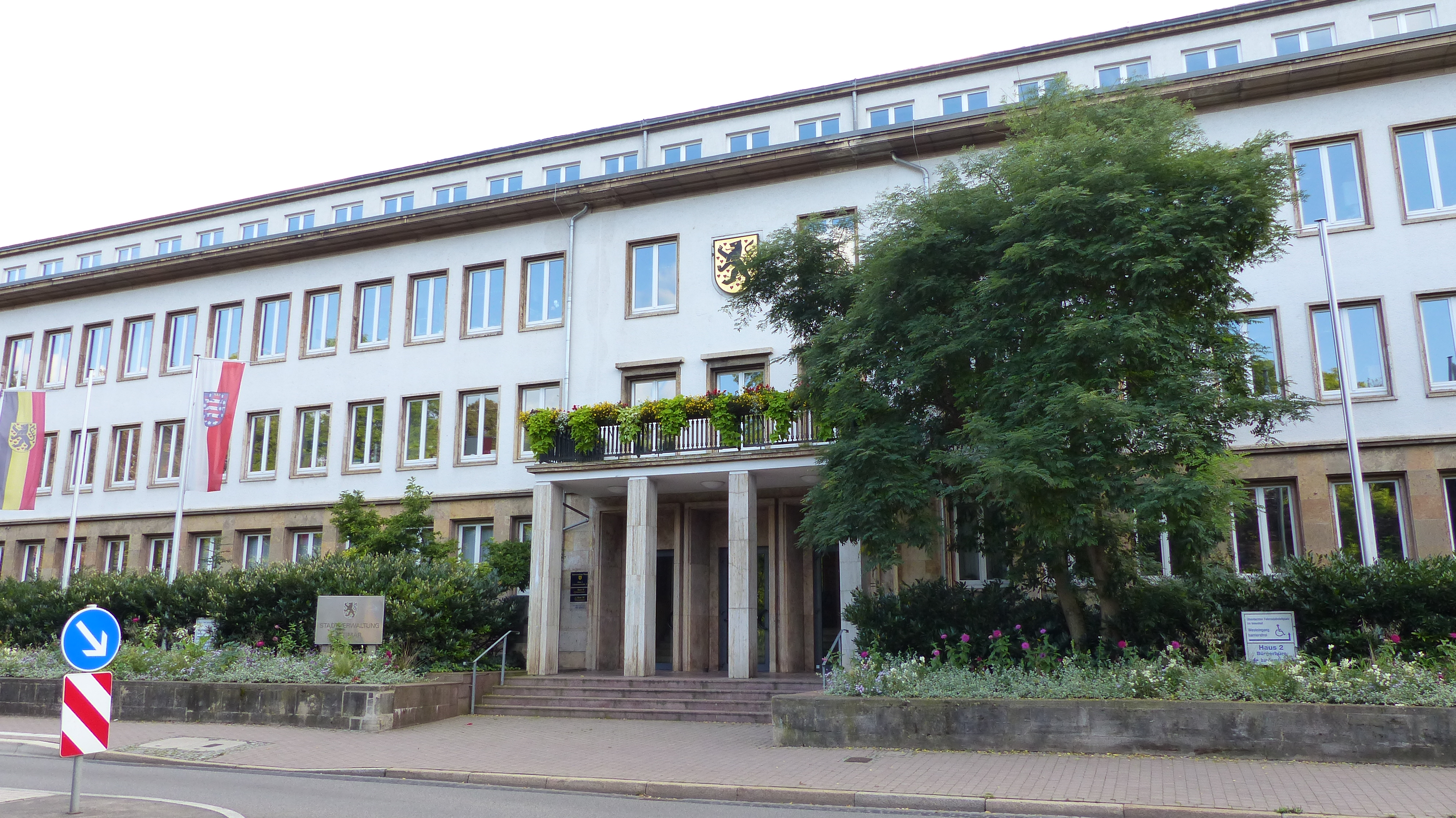
Stadtverwaltung Weimar

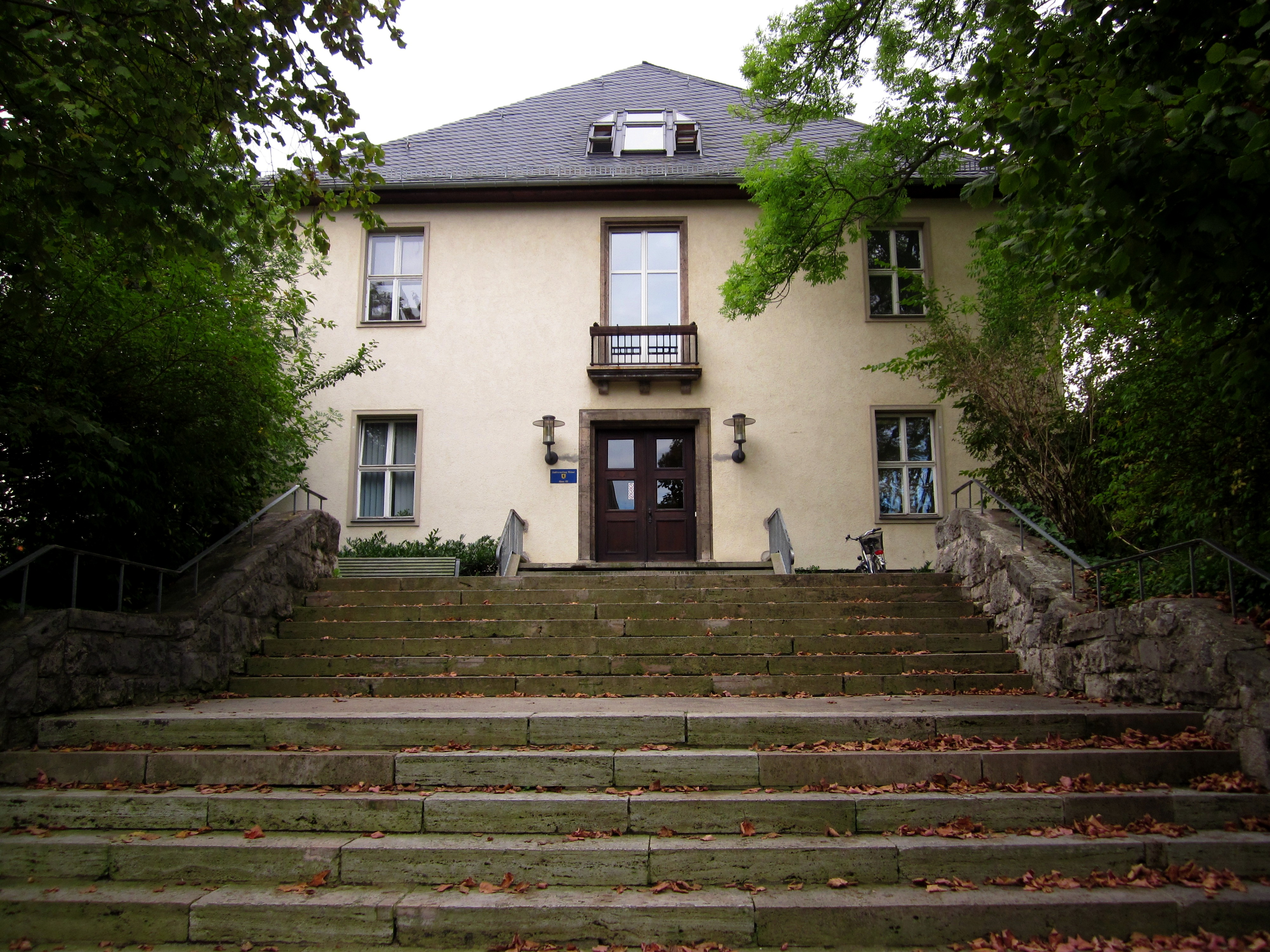
Schwanseestraße 15

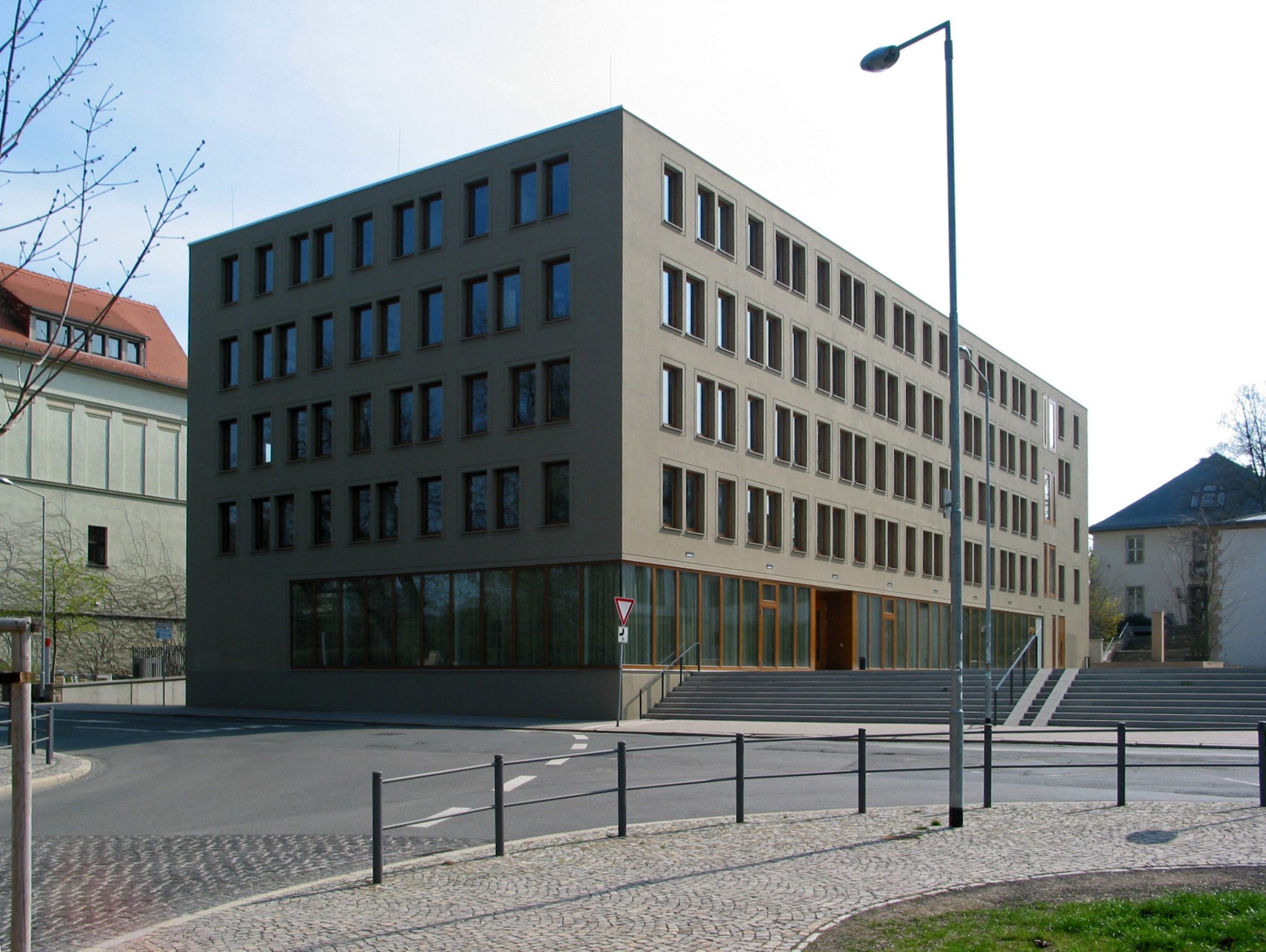
Stadtverwaltung in der Schwanseestraße Neubau

Im Gebäude des ehemaligen Landratsamtes in der Schwanseestraße 15/17 in Weimar befindet sich die Stadtverwaltung Weimar. Über dem Portal ist das durch das Stadtwappen gekennzeichnet.

## Geschichte
Das zunächst als Kreishaus bezeichnete Gebäude war von nornherein als Verwaltungsgebäude geplant und von 1935 bis 1937 errichtet worden. Laut Karina Loos ist der Bau des Kreishauses "die erste öffentliche Selbstdarstellung der Partei der NSDAP in Weimar".
Der Baustil der NS-Zeit ist dem Gebäude abzulesen. Bevor der Bau errichtet wurde, gab es zwei Architektenwettbewerbe, bei denen die Architekten Ernst Flemming und Georg Schirrmeister als Sieger hervorgingen. Über die Ausführung konnten sie sich allerdings nicht einigen, sodass letztlich Ernst Flemming mit der Planung vom Landrat Franz Hofmann beauftragt wurde. Es war der erste öffentliche Neubau der Nationalsozialisten in Weimar. Die Planung setzte Flemming ab 1936 um.
Ursache der Errichtung dieses Gebäudes war, dass 1934 noch die Verwaltungsämter und Dienststellen der NSDAP an acht verschiedenen Orten in Weimar verteilt lagen und daher nicht den organisatorischen Anforderungen der Partei genügten. Zudem lagen bauliche Mängel der bestehenden Gebäude als Begründung vor. Am Tag der Arbeit, dem 1. Mai 1936, erfolgte der symbolische erste Spatenstich. Im Juli 1937 konnte das Gebäude als Sitz der NSDAP-Landkreisverwaltung und -Kreisleitung in Betrieb genommen werden. Die Einweihungsfeier fand am 28. August 1937, dem Geburtstag Goethes, als Höhepunkt des „Kreistages der NSDAP“ statt.
Die DDR übernahm das Gebäude und so zog der Rat des Kreises Weimar-Land dort ein. Nach der Auflösung des Kreises Weimar-Land im Zuge der Kreisreform Thüringen 1994 wurde das Gebäude 1994 leergezogen und die Stadtverwaltung Weimar zog aus dem Gelben Schloss dorthin um.
Vor dem Gebäude sollte der Aktenmännchenbrunnen aufgestellt werden, dessen Figur sich seit 1998 einmagaziniert im Stadtmuseum Weimar befindet. Das ist allerdings bis heute nicht erfolgt.

## Architektur
Auf dem Gelände eines Gartengrundstücks entstand nach den Plänen Ernst Flemmings ein L-förmiger dreigeschossiger Stahlskelettbau mit ausgebautem Dachgeschoss. Dabei wurde der Selbstdarstellung der NSDAP größte Aufmerksamkeit gewidmet. Das gilt für alle in der NS-Zeit von der NSDAP initiierten Bauten in der Stadt. So wurde die Schauseite durch hochwertige Materialien veredelt und mit Insignien der Partei versehen. Erdgeschoss und Souterrain sind in Travertin ausgeführt. In den darüberliegenden Geschossen sind die Gefache ausgemauert, so dass die darunterliegende Konstruktion nach außen hin nicht ablesbar ist.
Die Straßenfassade ist streng axialsymmetrisch gegliedert mit einem zentralgelegenen aus Werkstein gefertigtem Pfeilerportal am Haupteingang. Es trägt den ehemaligen „Führerbalkon“ und wurde vormals von einem Reichsadler aus Porphyr überragt. Die Fenster- und Türrahmen sowie Ecksteine und Hauptgesimse sind auf der Straßenseite aus hochwertigem Travertin gearbeitet. Auf der Hofseite, die nicht der Öffentlichkeit zugewandt ist, wurde weniger teures Material verwendet, nämlich Kunststein. Das Dienstzimmer des Landrates markierte den hierarchischen Unterschied, da es als einziges von außen durch einen Balkon zu erkennen war. An der Ostseite befindet sich ein Flügel, dessen beiden Obergeschosse einen für 350 Personen ausgelegten Festsaal besitzen. Flemming entwarf zudem ein Schulgebäude, das sich auf dem Gelände befindet und band dieses in die Gesamtanlage ein.
Das Gebäude steht auf der Liste der Kulturdenkmale in Weimar (Einzeldenkmale).

## Gliederung der Stadtverwaltung Weimar
Die Stadtverwaltung Weimar gliedert sich in drei Dezernate mit ihren Ämtern. Die drei Dezernate haben jeweils einen Beigeordneten. Im Dezernat I ist das Büro des Oberbürgermeisters von Weimar.
- Dezernat I: Stadtentwicklung, Bildung, Finanzen und Wirtschaft
- Dezernat II: Soziales, Kultur und Ordnung
- Dezernat III: Bauen und Verkehr[7]